# Aphyle affinis
Aphyle affinis är en fjärilsart som beskrevs av Rothschild 1909. Aphyle affinis ingår i släktet Aphyle och familjen björnspinnare. Inga underarter finns listade i Catalogue of Life.